# Charles Emil Lewenhaupt den yngre
Charles Emil Lewenhaupt den yngre, född 24 april 1721, död 29 mars 1796 på Vinäs, var en svensk greve till Vinäs och Wormsö, en av rikets herrar, lantmarskalk och hattpolitiker, son till Charles Emil Lewenhaupt den äldre.

## Biografi
Charles Emil Lewenhaupt anställdes tidigt som kornett vid Skånska kavalleriregementet och tjänstgjorde såsom faderns överadjutant under hattarnas ryska krig 1742. Då fadern blivit häktad och dömd till döden, sökte sonen rädda hans liv genom att hjälpa honom att fly, och lyckades också befria honom ur fängelset, men den dömde påträffades kort därefter och avrättades.
Lewenhaupt deltog i riksdagsförhandlingarna under slutet av frihetstiden, men utan att lyckas förvärva någon ledande ställning. 1770 tog han avsked ur krigstjänsten med överstes rang, men utnämndes 1773 av Gustav III till kaptenlöjtnant vid livdrabantkåren och generalmajor i kavalleriet. 1778 blev han, såsom huvudman för ätten Lewenhaupt, en af rikets herrar.
Vid flera riksdagar hade Lewenhaupt såsom representant för rikets andra grevliga ätt under den ordinarie lantmarskalkens frånvaro, fört ordet på riddarhuset, och vid riksdagen 1789 utnämndes han av kungen till lantmarskalk. Han framstod vid riksdagen som Gustav III:s verktyg och blev offentligt skymfad av den adliga oppositionen.
Då konungen fordrade, att adeln skulle ge sin ordförande upprättelse, möttes uppmaningen av sorl och buller, varvid Axel von Fersen och Carl De Geer invände, att ingen förolämpning blivit lantmarskalken tillfogad, då någonting därom ej fanns intaget i protokollet. För att undanröja vidare misshälligheter, blev Lewenhaupt på nådig befallning sjuk, och överste Per Lilliehorn förordnades att vara vice lantmarskalk i hans ställe.
Sedan kungen forcerat fram ett slags bifall till förenings- och säkerhetsakten, undertecknade Lewenhaupt den vid riksdagens slut, vilket så förtörnade hans ståndsbröder, att de bestämde sig för att inte sätta upp hans bild bland de övriga lantmarskalkarna på riddarhuset. Efter riksdagen drog Lewenhaupt sig tillbaka från politiken.

## Familj
Lewenhaupt gifte sig den 2 november 1749 på Vibyholm i Årdala socken, Södermanlands län med grevinnan Ulrika Christina Bonde af Säfstaholm, född 1730 på Vibyholm, död 1764 på Vinäs, dotter till kammarherren greve Gustaf Ulf Bonde av Säfstaholm och friherrinnan Hedvig Sofia Banér.